# Iowa (album)
Pour les articles homonymes, voir Iowa (homonymie).
Albums de Slipknot
Slipknot
(1999) Vol. 3: (The Subliminal Verses)
(2004)
Singles
1. Left Behind
Sortie : 29 octobre 2001
2. My Plague
Sortie : 8 juillet 2002

Iowa est le second album du groupe de nu metal Slipknot, distribué par le label Roadrunner Records le 28 août 2001, et produit par Ross Robinson et Slipknot.
Le titre s'inspire de l'État d'origine du groupe, l'Iowa, que les membres citent comme étant leur plus grande source d'inspiration.
Après la sortie anticipée de ce second album depuis le succès engendré par leur premier album homonyme en 1999, les tensions au sein du groupe sont palpables. Leur entente s'effondre et cette période est décrite comme la plus sombre survenue durant leur carrière. Il s'agit également de la toute première implication significative du guitariste Jim Root dans un album de Slipknot, du fait de son arrivée tardive au sein du groupe, Root ayant été uniquement crédité pour deux chansons sur l'album précédent.
Malgré certaines tensions qui règnent et l'enregistrement difficile de l'album, Slipknot en fait la promotion pendant près d'un an.
Iowa est un véritable succès commercial, atteignant le top 10 des albums les mieux vendus de neuf pays. Généralement bien accueilli, l'album inclut des chansons notables, telles que Disasterpiece, The Heretic Anthem, People = Shit, et deux autres chansons nommées au Grammy Awards, Left Behind et le remix de My Plague. Le critique John Mulvey déclare l'album « triomphe absolu du nu metal. » Plus technique que son prédécesseur, Iowa est considéré comme l'album le plus sombre et le plus heavy du groupe. Il est certifié disque de platine aux États-Unis et au Canada. Une édition spéciale de Iowa est distribuée le 1er novembre 2011 afin de célébrer le dixième anniversaire de sa sortie. Il est accompagné d'une piste audio extraite du DVD Disasterpieces et d'un film intitulé Goat réalisé par Shawn Crahan avec quatre clip vidéo, des entrevues exclusives et quelques tournages de la période Iowa.

## Développement
Iowa est enregistré et produit aux studios Sound City et Sound Image de Los Angeles, en Californie aux côtés du producteur Ross Robinson, qui s'est déjà occupé de leur premier album. Le batteur Joey Jordison et le bassiste Paul Gray se lancent ensemble dans la rédaction et la composition de la majeure partie de l'album en octobre 2000. À cette période, les autres membres du groupe souhaitaient faire une pause après la longue tournée ayant suivi la sortie de leur premier album. Cependant, le 17 janvier 2001, Slipknot entre en studio afin d'enregistrer Iowa,. Cette période dans la carrière du groupe deviendra la pire pour différentes raisons. Jordison explique que « c'est à ce moment qu'on est entré en guerre » expliquant son manque de repos et celui de Gray. D'autres facteurs — impliquant l'alcoolodépendance du chanteur Corey Taylor, les problèmes de toxicomanie des autres membres, des problèmes de management et autres — provoquent de nombreuses tensions au sein du groupe.
Bien qu'étant membre de Slipknot depuis 1999, il s'agit du premier album auquel le guitariste Jim Root s'implique significativement. Il se joint à eux dès la fin de l'enregistrement de Slipknot et s'implique alors beaucoup plus dans cet album. Dans une entrevue avec le magazine Guitar en novembre 2001 il explique que « c'était à la fois excitant et effrayant de faire partie d'un projet colossal », ajoutant beaucoup de pression de la part de son collègue guitariste Mick Thomson lors des sessions d'enregistrement. Dans une entrevue avec FHM en décembre 2001, le chanteur Corey Taylor révèle s'être lui-même impliqué dans quelques situations spécifiques afin de garantir la réussite de l'album. Lors de la dernière session de l'album Iowa, il chante entièrement nu, se vomit dessus et se mutile à l'aide de bris de verre. Il explique cette situation par : « C'est ça le meilleur passage. Quand tu dois te détruire avant de bâtir quelque chose de grand. » À la production de l'album, Ross Robinson est impliqué dans un accident de moto et se retrouve fracturé au dos. Il revient au studio une journée après son hospitalisation, supposément pour « y ajouter toute sa souffrance dans l'album », à l'admiration générale du groupe.

## Promotion
Des idées de titres pour l'album se répandent dans le grand public avant son annonce officielle, comme Nine Men, One Mission selon certaines sources. Iowa est ensuite annoncé, un titre qui s'inspire de l'État originel du groupe. Les membres citent l'Iowa comme leur source d'énergie et prennent la décision de rester dans cet État, en partie de peur de perdre leur créativité. La musique d'introduction (515) fait également référence aux trois premiers chiffres téléphoniques de l'État. L'album est initialement programmé pour le 19 juin 2001, et devait précéder une tournée de cinq dates. Cependant, le mixage de l'album prend plus longtemps que prévu, mène au retard de l'album et à l'annulation de la tournée,. L'album est officiellement commercialisé le 28 août 2001. Pour la promotion de l'album, Slipknot organise leur tournée Iowa World Tour qui inclut des passages au Ozzfest en 2001, des dates avec System of a Down, des passages au Japon, Europe et autre part,,,.
Avant la sortie de l'album, Slipknot publie la chanson The Heretic Anthem de l'album, mise en ligne gratuitement sur leur site officiel, et vendue à 666 exemplaires, un chiffre inspiré des paroles de la chanson ; « If you're 555, then I'm 666,. » Le premier single commercialisé, extrait de l'album, est Left Behind. En 2002, le groupe fait une apparition spéciale dans le film Rollerball dans lequel ils jouent I Am Hated. À la suite de cela, un second single extrait de l'album est commercialisé, My Plague, qui apparaît dans la bande originale du film Resident Evil.

## Thèmes musicaux et paroles
Le style musical de Slipknot est contesté car il couvre plusieurs genres musicaux. Des sources citent habituellement Slipknot dans la catégorie nu metal influencée par d'autres genres, comme le rap metal et le metal alternatif. Avant sa sortie, les membres promettent un Slipknot plus sombre et plus heavy, et un nombre de sources félicitent le groupe pour cette prouesse – tenir ses promesses. Dans une entrevue effectuée en 2008, le percussionniste Shawn Crahan évalue la création de l'album, citant leur mauvaise période comme le catalyseur de la sonorité sombre extraite de l'album : « Quand on a fait Iowa, on se détestait tous. On détestait le monde ; le monde nous détestait. » Iowa, contrairement à son prédécesseur, voit Robinson capturer la technique musicale du groupe. Le groupe est également félicité pour son usage d'un line up agrandi composé de percussionnistes. Bien que Iowa soit considéré comme l'album le plus heavy en date, certaines chansons incluent des mélodies, bien plus présentes dans Everything Ends et Left Behind ; cependant, ces chansons sont toujours considérées heavy comparées à d'autres comme Circle, Danger-Keep Away, Snuff, Vermilion, ou Dead Memories.
Iowa suit le style lyrique du chanteur Corey Taylor établi par le premier album de Slipknot ; il implique de nombreuses métaphores pour décrire des thèmes sombres comme la misanthropie, le solipsisme, le dégoût, la colère, le manque d'affection, la psychose et le rejet,. L'album est également rempli de plusieurs insultes ; David Fricke du magazine Rolling Stone explique « l'album ne va pas plus loin que les mots fuck et shit, que Taylor utilise plus d'une cinquantaine de fois sur les soixante-six minutes que compte Iowa » Fricke félicite même la performance de Taylor sur la chanson Iowa.

## Réception
Après le succès du premier album du groupe, l'auteur Dick Porter explique que les attentes pour le prochain album du groupe était grandes. Avant la sortie d'Iowa, le batteur du groupe, Joey Jordison, a proclamé que l'album allait « descendre notre premier album. [La musique] est deux fois plus technique, trois fois plus lourde ».
Iowa a reçu des critiques majoritairement positives. Le College Music Journal décrit l'album comme étant « brutal, implacable, brûlant ». Beaucoup de critiques ont noté les thèmes plus lourds de l'album : Alternative Press décrit la musique de l'album comme « laissant [l'auditeur] avec des points de suture ». NME affirme que l'album est « exaltent, brutal et bon ». Rolling Stone a loué l'originalité de l'album, déclarant que « [comparé à Iowa], le reste du doom metal moderne semble banal ».
Le premier single de l'album, Left Behind, a été nommé par le Grammy Award de la meilleure prestation metal lors de la 44e cérémonie des Grammy Awards. Le second single, My Plague, a été nommé pour la même catégorie lors de la 45e.

## Liste des titres
Toutes les chansons sont écrites par Shawn Crahan, Paul Gray, Joey Jordison, Chris Fehn, Mick Thomson, Sid Wilson, Craig Jones et James Root. Toutes les paroles sont de Corey Taylor.
| 1.    | (515)              | 0:59  |
| 2.    | People = Shit      | 3:35  |
| 3.    | Disasterpiece      | 5:08  |
| 4.    | My Plague          | 3:40  |
| 5.    | Everything Ends    | 4:14  |
| 6.    | The Heretic Anthem | 4:14  |
| 7.    | Gently             | 4:54  |
| 8.    | Left Behind        | 4:01  |
| 9.    | The Shape          | 3:37  |
| 10.   | I Am Hated         | 2:37  |
| 11.   | Skin Ticket        | 6:41  |
| 12.   | New Abortion       | 3:36  |
| 13.   | Metabolic          | 3:59  |
| 14.   | Iowa               | 15:04 |
| 66:19 |                    |       |

| Bonus édition japonaise | Bonus édition japonaise | Bonus édition japonaise | Bonus édition japonaise | Bonus édition japonaise | Bonus édition japonaise | Bonus édition japonaise | Bonus édition japonaise | Bonus édition japonaise | Bonus édition japonaise |
| No                      | Titre                   | Durée                   |                         |                         |                         |                         |                         |                         |                         |
| ----------------------- | ----------------------- | ----------------------- | ----------------------- | ----------------------- | ----------------------- | ----------------------- | ----------------------- | ----------------------- | ----------------------- |
| 15.                     | Liberate (live)         | 4:25                    |                         |                         |                         |                         |                         |                         |                         |
| 70:43                   |                         |                         |                         |                         |                         |                         |                         |                         |                         |

| Édition 10e anniversaire (bonus track) | Édition 10e anniversaire (bonus track) | Édition 10e anniversaire (bonus track) | Édition 10e anniversaire (bonus track) | Édition 10e anniversaire (bonus track) | Édition 10e anniversaire (bonus track) | Édition 10e anniversaire (bonus track) | Édition 10e anniversaire (bonus track) | Édition 10e anniversaire (bonus track) | Édition 10e anniversaire (bonus track) |
| No                                     | Titre                                  | Durée                                  |                                        |                                        |                                        |                                        |                                        |                                        |                                        |
| -------------------------------------- | -------------------------------------- | -------------------------------------- | -------------------------------------- | -------------------------------------- | -------------------------------------- | -------------------------------------- | -------------------------------------- | -------------------------------------- | -------------------------------------- |
| 15.                                    | My Plague (New Abuse Mix)              | 3:02                                   |                                        |                                        |                                        |                                        |                                        |                                        |                                        |
| 69:20                                  |                                        |                                        |                                        |                                        |                                        |                                        |                                        |                                        |                                        |

| Édition 10e anniversaire (disque 2) – Disasterpieces (Live at London Arena, 2002) | Édition 10e anniversaire (disque 2) – Disasterpieces (Live at London Arena, 2002) | Édition 10e anniversaire (disque 2) – Disasterpieces (Live at London Arena, 2002) | Édition 10e anniversaire (disque 2) – Disasterpieces (Live at London Arena, 2002) | Édition 10e anniversaire (disque 2) – Disasterpieces (Live at London Arena, 2002) | Édition 10e anniversaire (disque 2) – Disasterpieces (Live at London Arena, 2002) | Édition 10e anniversaire (disque 2) – Disasterpieces (Live at London Arena, 2002) | Édition 10e anniversaire (disque 2) – Disasterpieces (Live at London Arena, 2002) | Édition 10e anniversaire (disque 2) – Disasterpieces (Live at London Arena, 2002) | Édition 10e anniversaire (disque 2) – Disasterpieces (Live at London Arena, 2002) |
| No                                                                                | Titre                                                                             | Durée                                                                             |                                                                                   |                                                                                   |                                                                                   |                                                                                   |                                                                                   |                                                                                   |                                                                                   |
| --------------------------------------------------------------------------------- | --------------------------------------------------------------------------------- | --------------------------------------------------------------------------------- | --------------------------------------------------------------------------------- | --------------------------------------------------------------------------------- | --------------------------------------------------------------------------------- | --------------------------------------------------------------------------------- | --------------------------------------------------------------------------------- | --------------------------------------------------------------------------------- | --------------------------------------------------------------------------------- |
| 1.                                                                                | (515)                                                                             | 4:04                                                                              |                                                                                   |                                                                                   |                                                                                   |                                                                                   |                                                                                   |                                                                                   |                                                                                   |
| 2.                                                                                | People = Shit                                                                     | 3:36                                                                              |                                                                                   |                                                                                   |                                                                                   |                                                                                   |                                                                                   |                                                                                   |                                                                                   |
| 3.                                                                                | Liberate                                                                          | 3:38                                                                              |                                                                                   |                                                                                   |                                                                                   |                                                                                   |                                                                                   |                                                                                   |                                                                                   |
| 4.                                                                                | Left Behind                                                                       | 3:39                                                                              |                                                                                   |                                                                                   |                                                                                   |                                                                                   |                                                                                   |                                                                                   |                                                                                   |
| 5.                                                                                | Eeyore                                                                            | 2:38                                                                              |                                                                                   |                                                                                   |                                                                                   |                                                                                   |                                                                                   |                                                                                   |                                                                                   |
| 6.                                                                                | Disasterpiece                                                                     | 5:22                                                                              |                                                                                   |                                                                                   |                                                                                   |                                                                                   |                                                                                   |                                                                                   |                                                                                   |
| 7.                                                                                | Purity                                                                            | 5:26                                                                              |                                                                                   |                                                                                   |                                                                                   |                                                                                   |                                                                                   |                                                                                   |                                                                                   |
| 8.                                                                                | Gently                                                                            | 4:36                                                                              |                                                                                   |                                                                                   |                                                                                   |                                                                                   |                                                                                   |                                                                                   |                                                                                   |
| 9.                                                                                | Eyeless                                                                           | 4:57                                                                              |                                                                                   |                                                                                   |                                                                                   |                                                                                   |                                                                                   |                                                                                   |                                                                                   |
| 10.                                                                               | Drum Solo                                                                         | 3:59                                                                              |                                                                                   |                                                                                   |                                                                                   |                                                                                   |                                                                                   |                                                                                   |                                                                                   |
| 11.                                                                               | My Plague                                                                         | 3:47                                                                              |                                                                                   |                                                                                   |                                                                                   |                                                                                   |                                                                                   |                                                                                   |                                                                                   |
| 12.                                                                               | New Abortion                                                                      | 4:22                                                                              |                                                                                   |                                                                                   |                                                                                   |                                                                                   |                                                                                   |                                                                                   |                                                                                   |
| 13.                                                                               | The Heretic Anthem                                                                | 4:59                                                                              |                                                                                   |                                                                                   |                                                                                   |                                                                                   |                                                                                   |                                                                                   |                                                                                   |
| 14.                                                                               | Spit It Out                                                                       | 7:44                                                                              |                                                                                   |                                                                                   |                                                                                   |                                                                                   |                                                                                   |                                                                                   |                                                                                   |
| 15.                                                                               | Wait and Bleed                                                                    | 3:27                                                                              |                                                                                   |                                                                                   |                                                                                   |                                                                                   |                                                                                   |                                                                                   |                                                                                   |
| 16.                                                                               | 742617000027                                                                      | 1:44                                                                              |                                                                                   |                                                                                   |                                                                                   |                                                                                   |                                                                                   |                                                                                   |                                                                                   |
| 17.                                                                               | (sic)                                                                             | 4:22                                                                              |                                                                                   |                                                                                   |                                                                                   |                                                                                   |                                                                                   |                                                                                   |                                                                                   |
| 18.                                                                               | Surfacing                                                                         | 5:34                                                                              |                                                                                   |                                                                                   |                                                                                   |                                                                                   |                                                                                   |                                                                                   |                                                                                   |
| 77:54                                                                             |                                                                                   |                                                                                   |                                                                                   |                                                                                   |                                                                                   |                                                                                   |                                                                                   |                                                                                   |                                                                                   |

| 1. | My Plague (Music video)                                      |  |
| 2. | Left Behind (Music video)                                    |  |
| 3. | The Heretic Anthem (Live) (Music video)                      |  |
| 4. | People = Shit (Live) (Music video)                           |  |
| 5. | Goat, an hour long collection of rare footage and interviews |  |

## Classements
| Classements (2001)                            | Meilleure position |
| --------------------------------------------- | ------------------ |
| ARIA Charts                                   | 2                  |
| Ö3 Austria Top 40                             | 8                  |
| Ultratop 50 Singles (Belgique néerlandophone) | 4                  |
| Ultratop 50 Singles (Belgique francophone)    | 7                  |
| Canadian Albums Chart                         | 1                  |
| Tracklisten                                   | 19                 |
| Billboard 200                                 | 3                  |
| Finland's Official List                       | 3                  |
| SNEP                                          | 7                  |
| Allemagne                                     | 4                  |
| Irish Albums Chart                            | 3                  |
| Federation of the Italian Music Industry      | 5                  |
| New Zealand Albums Chart                      | 5                  |
| VG-lista                                      | 12                 |
| MegaCharts                                    | 15                 |
| Polish Albums Chart                           | 7                  |
| Swedish Albums Chart                          | 10                 |
| Swiss Albums Chart                            | 13                 |
| UK Albums Chart                               | 1                  |
| UK Rock and Metal Chart                       | 1                  |

## Certifications
| Pays        | Organisme | Certification | Ventes    |
| ----------- | --------- | ------------- | --------- |
| Allemagne   | BVMI      | Or            | 150000    |
| Australie   | ARIA      | Or            | 35000     |
| Belgique    | BEA       | Or            | 25000     |
| Canada      | CRIA      | Platine       | 100000    |
| États-Unis  | RIAA      | Platine       | 1 million |
| France      | SNEP      | Or            | 100000    |
| Japon       | RIAJ      | Or            | 100000    |
| Pays-Bas    | NVPI      | Or            | 40000     |
| Royaume-Uni | BPI       | Platine       | 300000    |

## Musiciens
- (#8) Corey Taylor – chants
- (#7) Mick Thomson – guitare
- (#6) Shawn "Clown" Crahan – percussions, chœurs
- (#5) Craig "133" Jones – Samples, clavier
- (#4) Jim Root – guitare
- (#3) Chris Fehn – percussions, chœurs
- (#2) Paul Gray – basse, chœurs
- (#1) Joey Jordison – batterie
- (#0) Sid Wilson – Platines-vocal sur (515)